# Dimos Kantanos-Selino
Dimos Kantanos-Selino (Kantanos-Selino) är en kommun i Grekland.   Den ligger i prefekturen Nomós Chaniás och regionen Kreta, i den södra delen av landet, 300 km söder om huvudstaden Aten. Antalet invånare är 6 302. Arean är 369 kvadratkilometer.
Terrängen i Dimos Kantanos-Selino är varierad.